# جاده پامیر

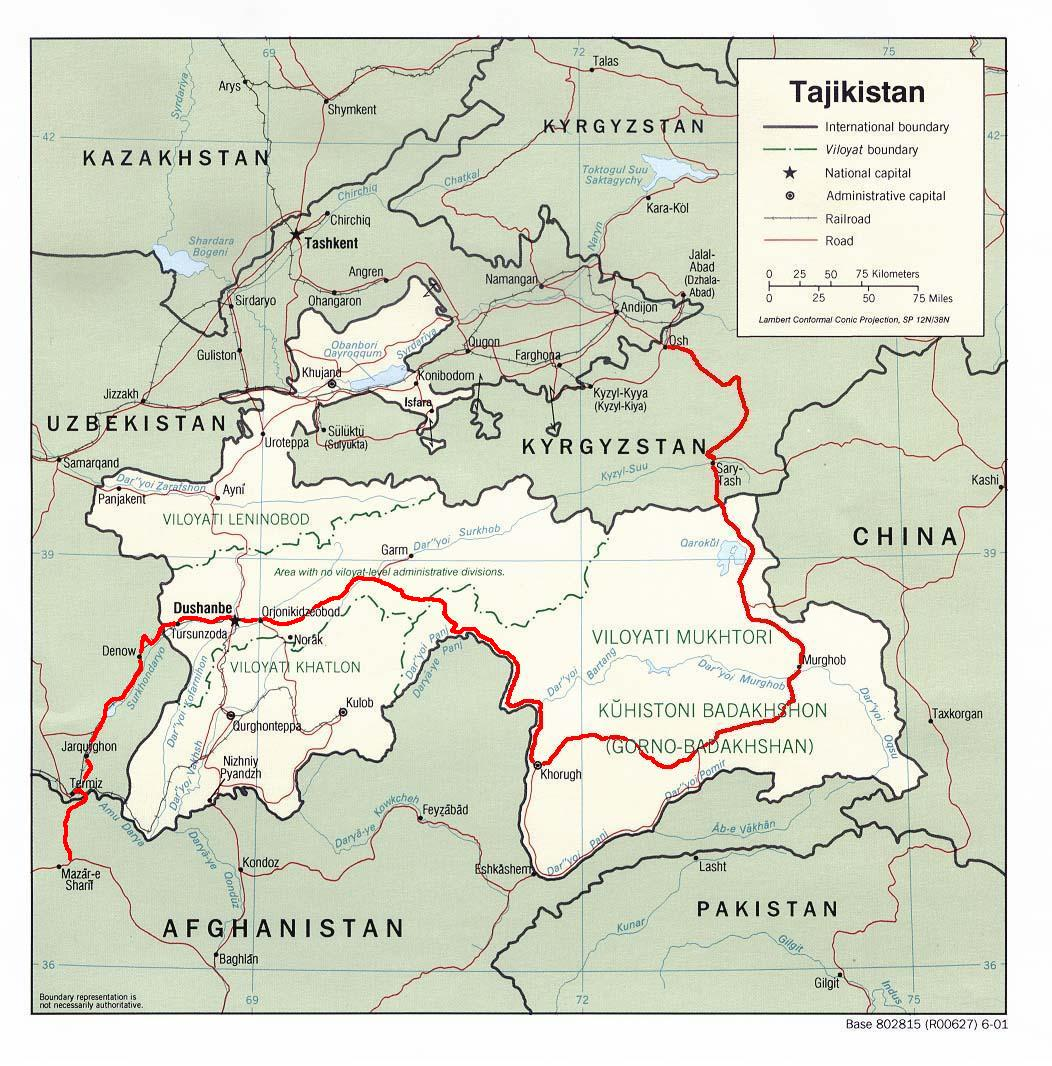
نقشه تقریبی

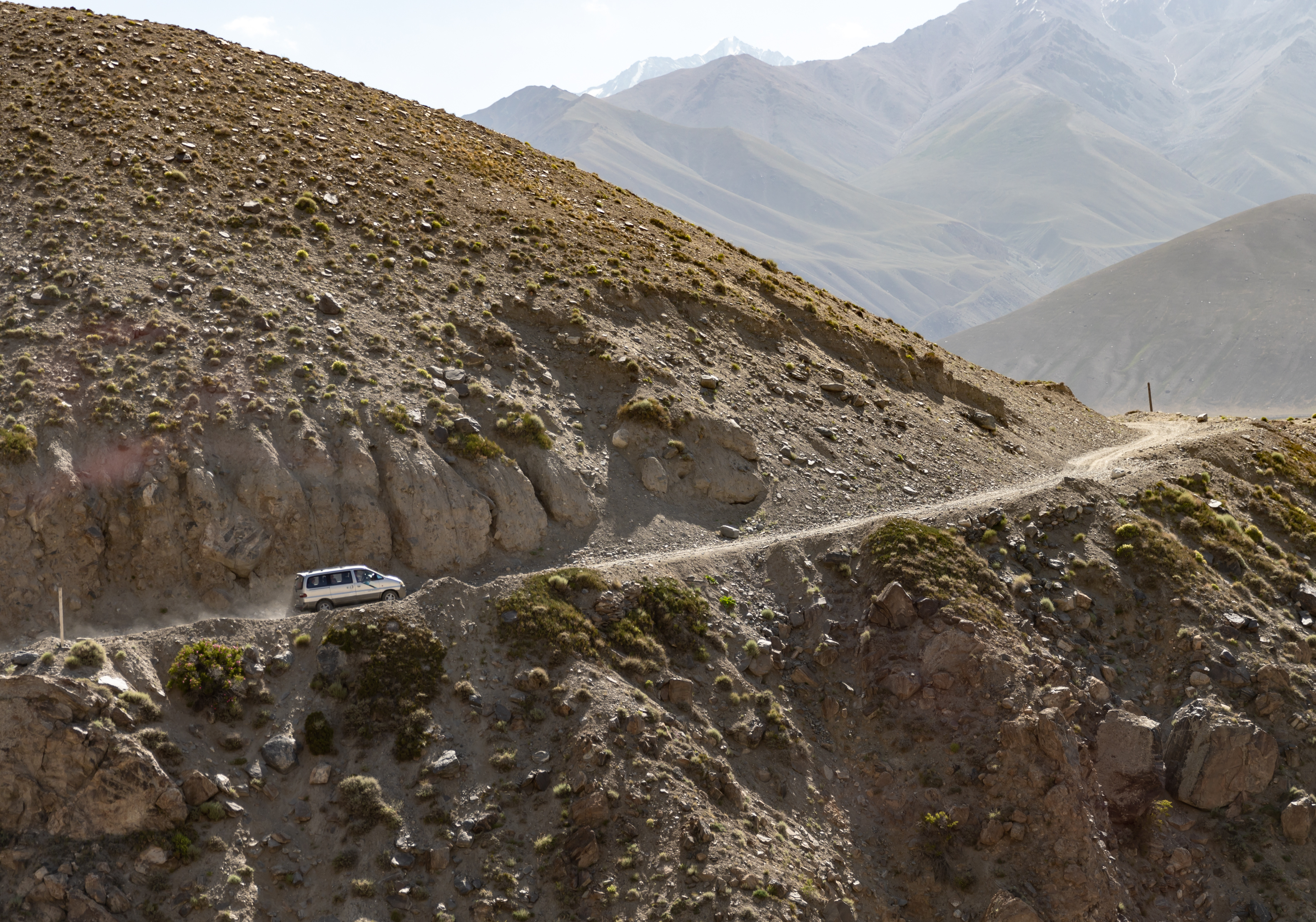
بیشتر این جاده خاکی است

جاده پامیر (به تاجیکی: Роҳи Помир) با کد رسمی M41 در زمان شوروی، جاده‌ای است که از میان کوهستان‌های پامیر در افغانستان، ازبکستان، تاجیکستان و قرقیزستان در آسیای مرکزی عبور می‌کند و تنها مسیر ادامه‌دار در مناطق کوهستانی این محدوده است. جاده پامیر به عنوان مسیر اصلی ولایت خودمختار کوهستانی بدخشان استفاده می‌شود. این جاده تا حدی به جاده ابریشم مربوط است و در دهه ۲۰۰۰ میلادی به شاهراه قره‌قروم و چین متصل شد. این تنها راه ارتباطی از طریق ولایت شرقی تاجیکستان برگ-بدخشان، با ۴۶۵۵ متر ارتفاع که پس از شاهراه قره‌قروم (۴۶۹۳ متر) دومین شاهراه آسفالت شده در جهان است.

## جغرافیای جاده
شاهراه پامیر شهر قرقیزستان اوش را به ولایت بدخشان کوهستانی در تاجیکستان و دوشنبه پایتخت تاجیکستان در مسافت ۱۲۵۲ کیلومتری متصل می‌کند.